# City Hall (London)

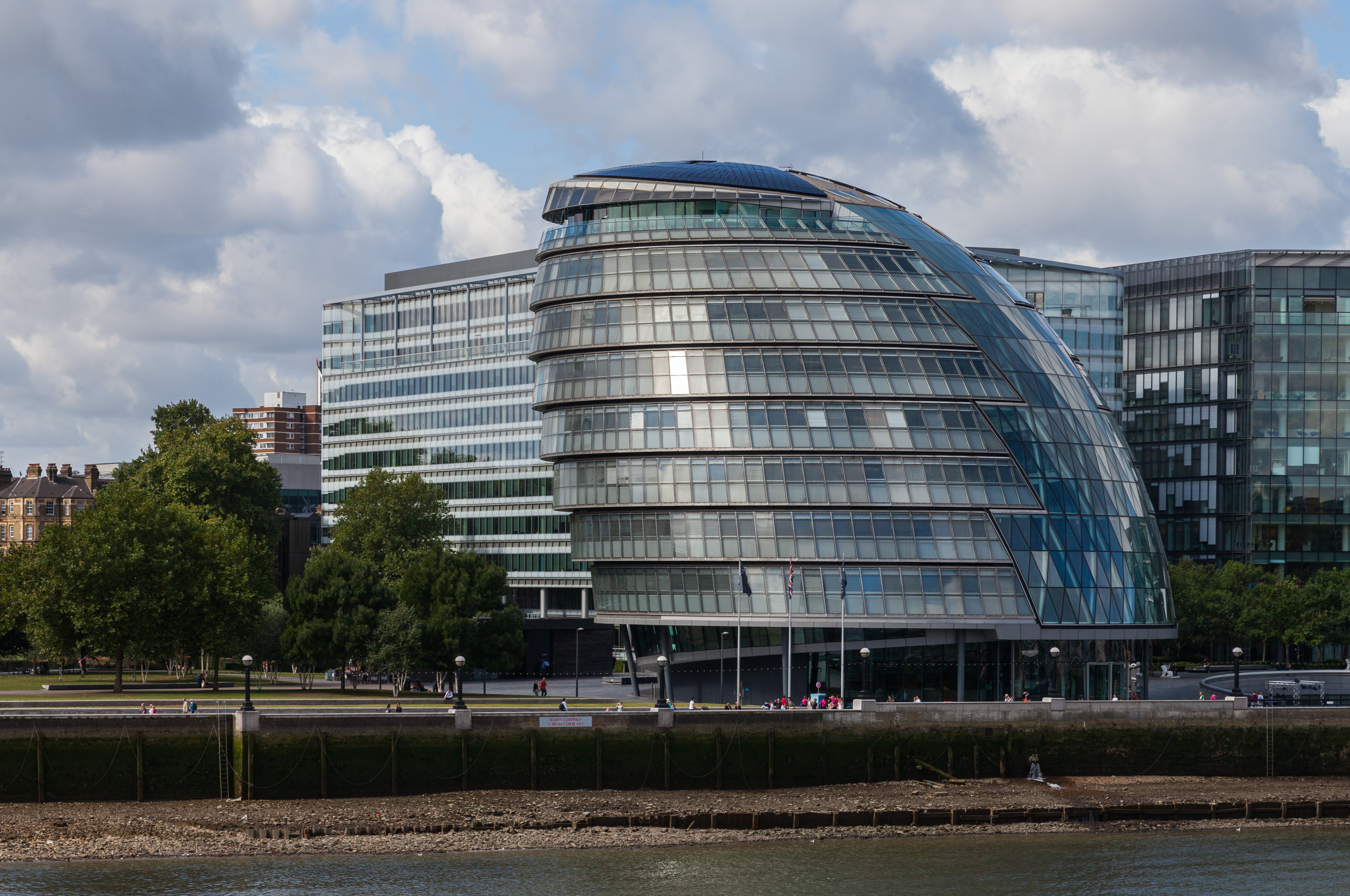
Die City Hall, von der Tower Bridge aus gesehen

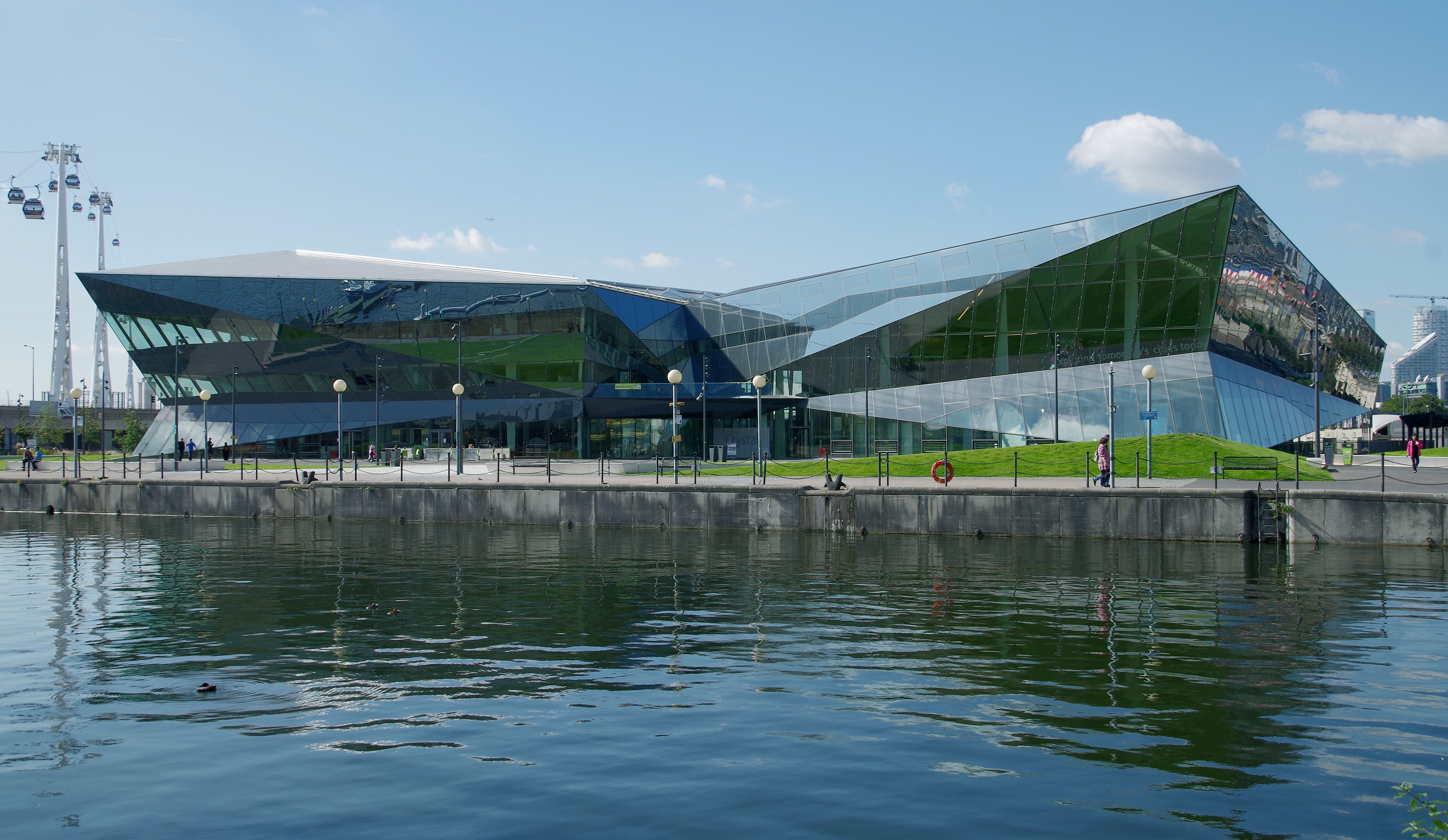
Die neue City Hall in Silvertown

Die City Hall war bis Januar 2022 das Rathaus von London. Sie war der Sitz der Greater London Authority und des Mayor of London. Sie befindet sich am Südufer der Themse im Stadtteil Southwark, zwischen der Tower Bridge und dem Bahnhof London Bridge. Das von Norman Foster entworfene Gebäude ist 45 Meter hoch und wurde im Juli 2002 eröffnet. Das Gebäude war von der Greater London Authority nur gemietet. Um Mietkosten von mehreren Millionen Pfund im Jahr zu sparen, entschied man sich für einen Umzug in die neue City Hall (Silvertown, London-Newham).
Das Gebäude hat eine ungewöhnliche knollenartige Form. Dies soll die Oberfläche des Gebäudes verringern und die Energieeffizienz erhöhen. Die Form der City Hall wurde mit zahlreichen Gegenständen verglichen, darunter dem Helm von Darth Vader, einem eingedrückten Ei, einem Motorradhelm oder einem „Hoden aus Glas“. Fosters Vision für dieses Gebäude war ursprünglich eine riesige Sphäre gewesen, die über der Themse schwebt, doch er entschied sich dann für eine etwas konventionellere Bauweise.

## Lage und Aufbau
Die City Hall wurde auf dem Gelände einer ehemaligen Schiffswerft errichtet. Sie ist Teil eines größeren Stadtentwicklungsgebiets, durch ein im Boden ausgehobenes „Amphitheater“ von gewöhnlichen Bürohochhäusern weiter westlich getrennt. Die flussbegleitende Promenade Queen’s Walk weitet sich an der City Hall etwas auf und bildet einen kleinen Platz. Das Gebäude gehört nicht der Greater London Authority, sondern wurde für 25 Jahre gepachtet.
Eine 500 Meter lange Wendeltreppe, ähnlich jener im Solomon R. Guggenheim Museum in New York, windet sich den Ratssaal hinauf. An der Spitze des zehnstöckigen Gebäudes befindet sich ein Ausstellungs- und Versammlungssaal namens „London’s Living Room“ (Wohnzimmer Londons) mit einer offenen Aussichtsplattform, die gelegentlich für die Öffentlichkeit zugänglich ist. Die Wendeltreppe soll Transparenz symbolisieren, ähnlich wie in der von Foster entworfenen Glaskuppel des Reichstagsgebäudes in Berlin.

## Verwaltungssitz
Das Gebäude wurde am 23. Juli 2002 von der britischen Königin Elisabeth II. offiziell eingeweiht.
Der Sitz der Stadtverwaltung der City of London ist nicht die City Hall, sondern die Guildhall nördlich der Themse. Die Vorgängerorganisationen der Nutzerin der City Hall, der Greater London Authority (GLA), waren das Greater London Council und das London County Council. Sie hatten ihren Sitz vor dem Umzug in der County Hall. Dieses Gebäude steht gegenüber dem Palace of Westminster und kann heute nicht mehr für Verwaltungszwecke verwendet werden. Es wurde umgebaut und beherbergt heute ein Luxushotel und ein Aquarium.